# 七三太朗
七三 太朗（なみ たろう、1944年10月23日 - 2023年12月30日）は、日本の漫画原作者。満洲の奉天（現：中華人民共和国遼寧省瀋陽）出身。

## 生涯
本名：千葉樹之（ちば しげゆき）。四人兄弟の末弟で、長兄は漫画家のちばてつや、次兄はちばてつや・七三太朗らの所属事務所である千葉プロダクション社長の千葉研作（元漫画家）、三兄は漫画家のちばあきお。
スポーツ少年漫画の原作が多く、爽やかな努力とその成果を謳いあげるのが特徴。
2024年1月9日、実兄のちばてつやがブログにて、七三太朗が2023年12月30日に死去したこと、親戚のみで葬儀を執り行ったことを報告した。その死は東京都練馬区内の自宅において噴門食道接合部癌によるものであった。79歳没。同日、月刊少年マガジンの公式サイト及びSNSでもその訃報を伝えた。

## 作品リスト

### コミックス
- 4P田中くん（週刊少年チャンピオン、秋田書店） - 作画：川三番地
- 走れガバチョ!（モーニング、講談社） - 作画：幸野武史
- 風光る（月刊少年マガジン、講談社） - 作画：川三番地、第16回（1992年）講談社漫画賞受賞作
- Dreams（週刊少年マガジン-マガジンSPECIAL、講談社） - 作画：川三番地
- イレブン（月刊少年ジャンプ、集英社） - 作画：高橋広
- がんばらなくっちゃ（月刊少年ジャンプ、集英社） - 作画：佐藤智一
- ふしぎトーボくん（月刊少年ジャンプ、集英社） - 作画：ちばあきお
- ランナーズ・ハイ!（週刊少年チャンピオン、秋田書店） - 作画：井深英記
- はっけよい（週刊少年マガジン、講談社） - 作画：前川たけし
- チャンプ（月刊少年ジャンプ、集英社） - 作画：ちばあきお（急逝のため最終回のみ高橋広）
- GONTA!(ゴンタ)（週刊少年チャンピオン、秋田書店） - 作画：森田克俊
- 天のプラタナス（月刊少年マガジン、講談社） - 作画：川三番地
- 友まっしぐら（コミックボンボン、講談社） - 作画：飛永宏之
- 担ぎ屋どおも（週刊現代、講談社） - 作画：本島幸久

また、『のたり松太郎』や『あした天気になあれ』などのちばてつや作品においては、クレジットがない場合でも七三が脚本協力を行ったものもある。

### 書籍
- Dreams久里武志のベースボール・バイブル - 作画：川三番地
- 風光る 野中ゆたかのTOTAL BASEBALL - 作画：川三番地